# セントラル (遊技業)
株式会社セントラル（英: CENTRAL CO.,LTD.）は、愛知県半田市2丁目20-7に本社を置く企業。
遊技事業、ゴルフ事業、不動産事業などを展開している。2025年（令和7年）時点ではパチンコチェーンのコンコルドを17店舗展開しているほか、ゴルフ場、不動産業、ホテルなどを経営している。静岡県のコンコルドグループとは別企業である。

## 歴史
1967年（昭和42年）5月18日に設立され、当初は不動産業を行っていた。その後遊技事業にも着手し、さらにゴルフ事業、エステ事業、ホテル事業、コンビニ事業、名古屋駅リニア開発事業などに手を広げた。

## 店舗

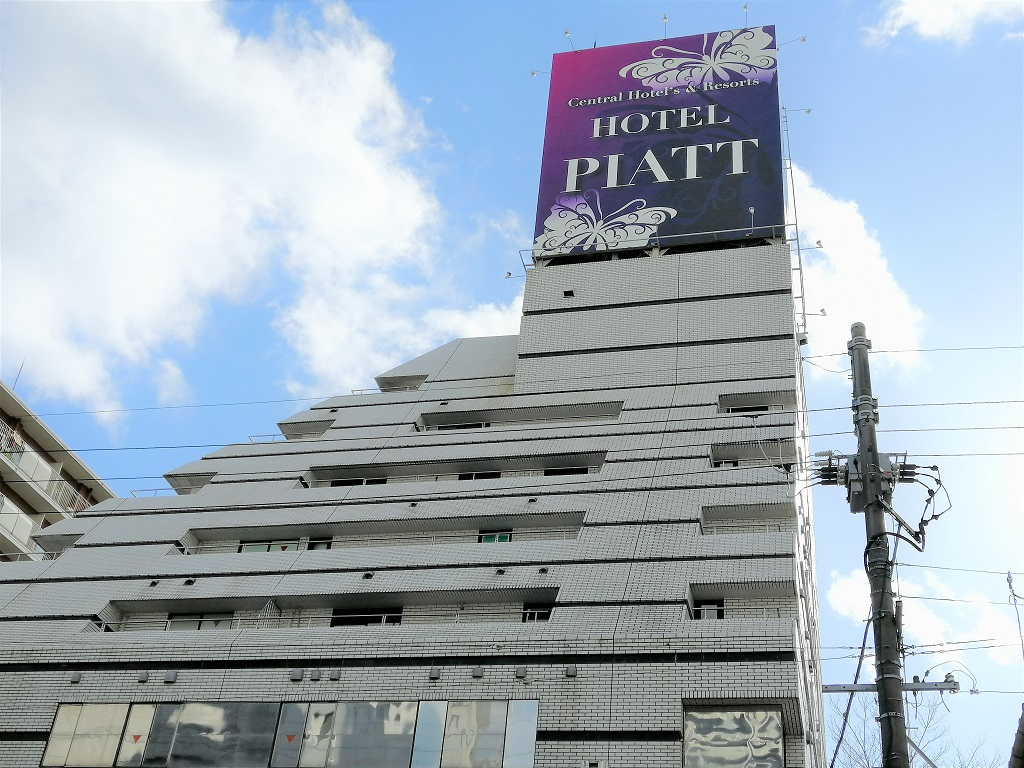
ピアット

### パチンコ店
愛知県
- メガコンコルド1212+6みなと木場インター店（愛知県名古屋市港区、旧タイキ1212港区木場店[4]）
- メガコンコルド1177岡崎インター店 (愛知県岡崎市)
- メガコンコルド999+岡崎北店 (愛知県岡崎市[5])
- メガコンコルド1155豊川インター店 (愛知県豊川市)
- メガコンコルド1020豊田インター店（愛知県豊田市）
- メガコンコルド1280稲沢店（愛知県稲沢市）
- メガコンコルド1111BLAZE店（愛知県名古屋市南区）
- メガコンコルド1177大口41号通り店（愛知県丹羽郡大口町）
- メガコンコルド1220名古屋みなと23号通り店（愛知県名古屋市港区）
- メガコンコルド1020刈谷知立店（愛知県知立市）
- メガコンコルド555西尾店（愛知県西尾市）
- メガコンコルド800+3春日井店（愛知県春日井市）
- メガスロットコンコルド345吉浜店（愛知県高浜市）
- コンコルド800+3一宮尾西インター店（愛知県一宮市）
- コンコルド880愛西日比野駅前店（愛知県愛西市）

岐阜県
- メガコンコルド1515大垣インター南店（岐阜県大垣市）
- コンコルド777岐阜羽島駅前店（岐阜県羽島市）

### ゴルフ場
- ローモンドカントリー倶楽部（三重県亀山市）[6]

### ホテル
- リバーサイド（愛知県海部郡大治町） [6]
- ピアット（愛知県名古屋市東区） [6]

## スポンサー
- テレビ愛知系のパチスロ番組「シックスハンター」
- テレビ愛知系のパチンコ・パチスロ番組「ダブルシックスハンター」
- テレビ愛知系のパチスロ番組「魚拓とシックスハンターDX」 - 当社の一社提供番組。

## 関連企業
- 三栄観光有限会社
- セントラル開発有限会社
- 富士観光株式会社
- アオヤマ有限会社
- 三共商事有限会社
- 中京コンサルト有限会社
- 中京観光有限会社

- 中部観光有限会社
- 三重ロイヤル開発株式会社
- シンヨウ観光有限会社
- 有限会社コンコルド1280
- 有限会社KANI・720
- 有限会社コンコルド羽島